# Міжнародна служба широти
Міжнародна служба широти (International Latitude Service, ILS) була створена Міжнародною геодезичною асоціацією в 1899 році для вивчення коливань широти, викликаних рухом полюса, прецесією або «коливанням» земної осі.
У 1891 році на засіданні Постійної комісії Міжнародної геодезичної асоціації у Флоренції Вільгельм Фьорстер згадав про відкриття Сетом Карло Чандлером руху полюсів, передбаченого Леонгардом Ейлером у 1765 році, та його вплив на визначення широт. Він запропонував Міжнародній геодезичній асоціації  здійснити систематичне дослідження цього важливого явища. У 1895 році Міжнародна геодезична асоціація ухвалила рішення про створення Міжнародної служби широти. Її центральний офіс був у Потсдамі, а очолював службу Фрідріх Роберт Гельмерт. Регулярні спостереження розпочалися в 1899 році. Після 1916 року діяльність Міжнародної служби широт продовжилася під егідою Скороченої геодезичної асоціації нейтральних держав на чолі з Раулем Готьє, директором Женевської обсерваторії.
Перші міжнародні широтні обсерваторії були системою з шести обсерваторій, розташованих поблизу паралелі 39° 08' північної широти. Розташування всіх шести станцій уздовж паралелі допомагало обсерваторіям виконувати уніфікований аналіз даних. Початкові шість обсерваторій були розташовані в таких місцях:
- Гейтерсбург, штат Меріленд, США
- Цинциннаті, Огайо, США
- Юкая, Каліфорнія, США [6]
- Мізусава, Івате, Японія
- Чарджуї, Туркменістан
- Карлофорте, Італія

У програмі досліджували дванадцять груп зір, кожна з яких містила по шість пар зір. Кожної ночі кожна станція спостерігала за двома зоряними групами за попередньо встановленим графіком, а потім порівнювала дані з вимірами, зробленими сестринськими станціями. Економічні труднощі та війна спричинили закриття деяких з перших станцій, хоча нова станція була створена в Узбекистані після Першої світової війни. Дані, зібрані обсерваторіями протягом багатьох років, досі використовуються вченими і застосовуються для вивчення руху полярних сяйв, фізичних властивостей Землі, кліматології та супутникового стеження і навігації.
Шість останніх обсерваторій були розташовані в порядку довготи (зі сходу на захід):
- Гейтерсбург, Меріленд, США, Гейтерсбергська широтна обсерваторія; 39°08′12.51″ пн. ш. 77°11′55.85″ зх. д. / 39.1368083° пн. ш. 77.1988472° зх. д.
- Цинциннаті, штат Огайо, США; 39°08′20.45″ пн. ш. 84°25′24″ зх. д. / 39.1390139° пн. ш. 84.42333° зх. д.
- Юкая, Каліфорнія, США; 39°08′14.26″ пн. ш. 123°12′42.54″ зх. д. / 39.1372944° пн. ш. 123.2118167° зх. д.
- Національна астрономічна обсерваторія Японії, Мізусава, Івате, Японія; 39°08′6″ пн. ш. 141°07′54″ сх. д. / 39.13500° пн. ш. 141.13167° сх. д.
- Кітаб, Узбекистан; 39°08′0″ пн. ш. 66°52′54″ сх. д. / 39.13333° пн. ш. 66.88167° сх. д.
- Карлофорте, Італія; 39°08′13.76″ пн. ш. 8°18′41.90″ сх. д. / 39.1371556° пн. ш. 8.3116389° сх. д.

У 1962 році ILS була перейменована на Міжнародну службу полярних рухів (International Polar Motion Service, IPMS). Вона була замінена, коли в 1987 році була створена Міжнародна служба обертання Землі (International Earth Rotation Service, IERS).

## Дивись також
- Список астрономічних обсерваторій